# We Are the Ocean
I We Are the Ocean sono stati una band post-hardcore sotto contratto con la Hassle Records, proveniente da Loughton, Essex (Inghilterra) e formata nel 2007. Hanno all'attivo due EP e tre album. La band è formata da Liam Cromby (voce e chitarra), Alfie Scully (chitarra), Jack Spence (basso) e Tom Whittaker (batteria). Dan Brown (voce) ha fatto parte del gruppo dalla sua nascita fino al 5 giugno 2012.

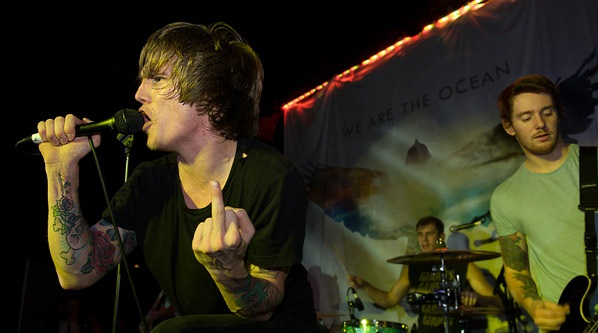
Dan Brown, Jack Spence e Tom Whittaker

## Storia del gruppo

### Formazione e primo EP (2007-2008)
Dan Brown e Jack Spence facevano parte di una band chiamata Dead But Still Dreaming. Quando il gruppo si sciolse, decisero di formarne un altro con Liam Cromby, Rickie Bloom e Tom Whittaker, usando come nome quello del gruppo ormai sciolto. Dopo un po' Bloom lasciò la band e fu rimpiazzato da Alfie Scully. Fu allora che cambiarono il loro nome in We Are The Ocean.

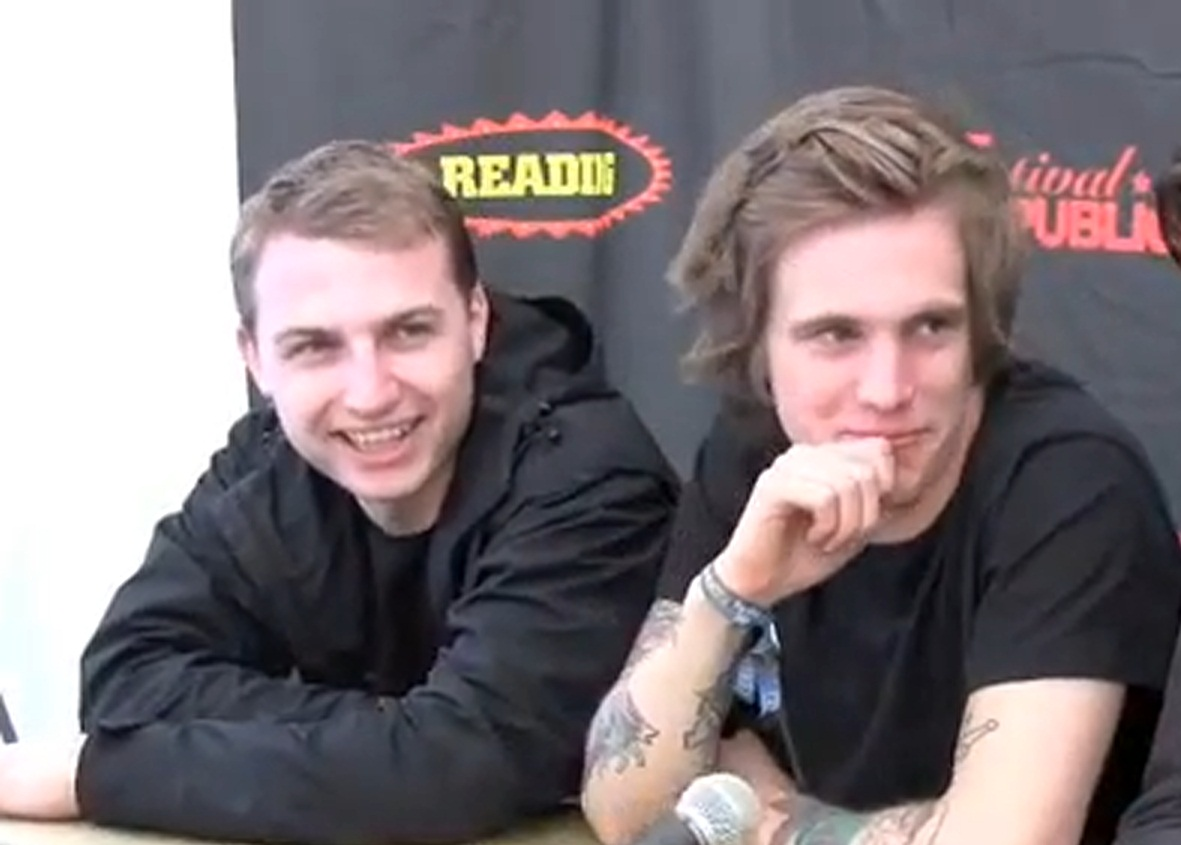
Liam Cromby e Dan Brown

Il loro omonimo EP di debutto fu pubblicato il 4 agosto 2008 tramite la loro pagina di MySpace e vendette mille copie limitate in un sol giorno. Il gruppo fu nominato come miglior nuova band inglese per Kerrang! e fu votata seconda miglior band inglese senza una casa discografica.
Furono creati video promozionali per le canzoni "Nothing Good Has Happened Yet" e "God Damn Good".

### Look AliveEP (2009)
Il 16 novembre 2009 fu pubblicato il secondo EP, intitolato Look Alive. Fu creato un video promozionale per l'omonima canzone. Le tracce "Look Alive" e "(I'll Grab You By The) Neck Of Woods" saranno poi parte del primo album.

### Cutting Our Teeth(2010)
L'uscita del loro primo album era prevista per l'estate del 2009, ma per ragioni sconosciute fu rimandata a novembre dello stesso anno. Successivamente fu spostata al 25 gennaio 2010 ed infine al 1º febbraio. L'album fu intitolato "Cutting Our Teeth" (nonostante l'omonima canzone non facesse parte del disco). Contiene 10 tracce e furono realizzati video promozionali per "These Days, I have Nothing", "Look Alive" e "All Of This Has To End". Nell'ottobre 2010 uscì una versione speciale contenente due dischi, il secondo con le 9 tracce degli EP e 4 nuove canzoni, tra cui "Lucky Ones", dalla quale è stato tratto un videoclip.

### Go Now And Live(2011)
Dal 6 dicembre 2010 al 7 gennaio 2011 la band registrò il secondo album, "Go Now And Live". Il disco fu pubblicato il 25 aprile 2011. Contiene 10 tracce, più una bonus track intitolata "Distances" per chi lo acquista su iTunes. Sono stati estratti quattro singoli: "What It Feels Like", "The Waiting Room", "Run Away" e "Overtime Is A Crime". Fu pubblicata anche una versione speciale, contenente due CD, uno dei quali con 11 tracce acustiche registrate live al Bush Hall di Londra il 18 agosto 2011. Quello fu il loro unico concerto acustico.

### Terzo album e addio di Dan (2012)

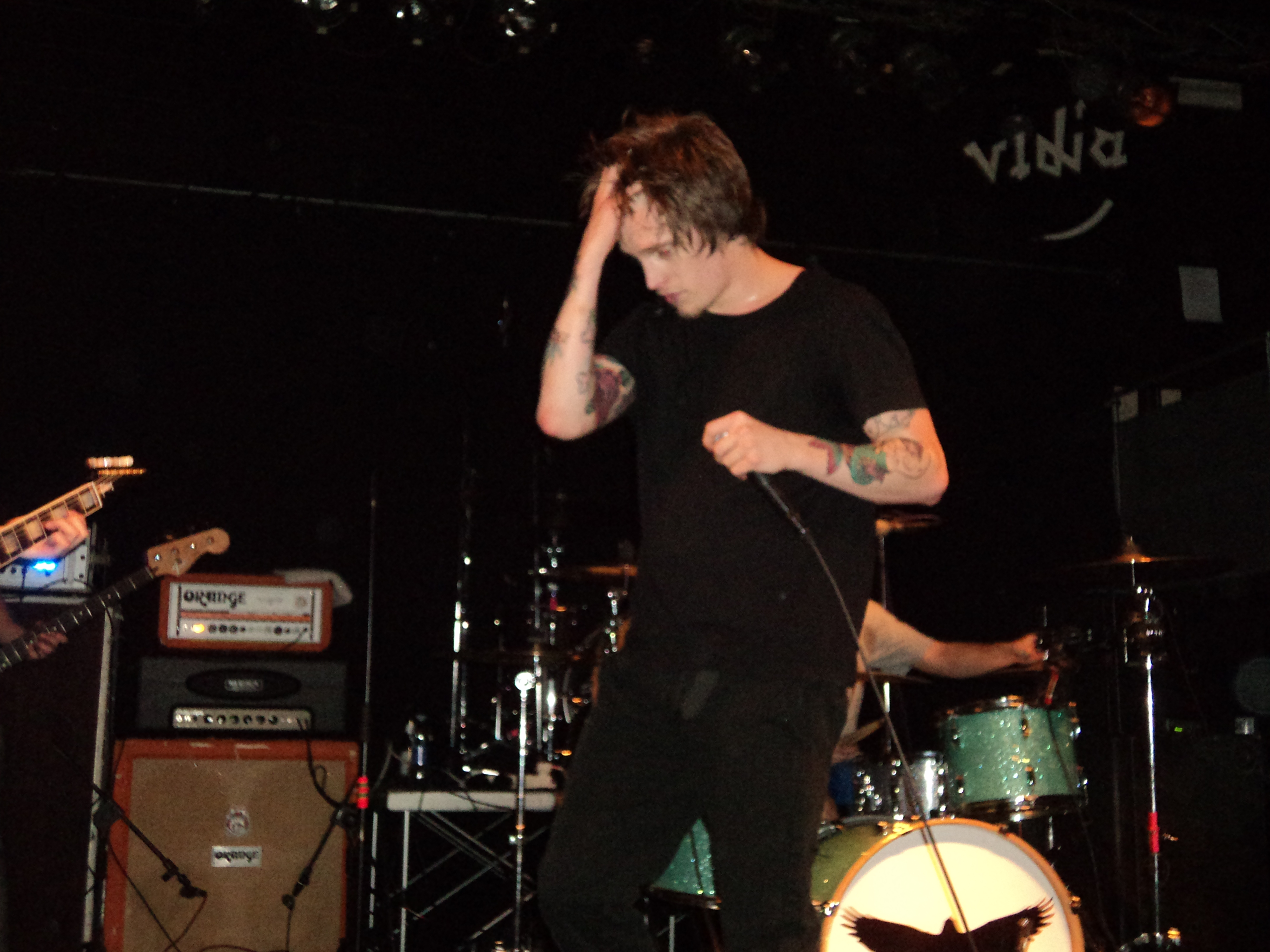
Dan Brown

Le registrazioni per il terzo album, Maybe Today, Maybe Tomorrow, sono iniziate a maggio 2012. Il 5 giugno, dopo un mese di registrazioni, il gruppo ha reso noto che, a causa di divergenze musicali, Dan Brown avrebbe lasciato la band, pur continuando a svolgere compiti manageriali al fianco del gruppo. Lo stesso giorno dell'annuncio dell'addio di Dan è stata pubblicata online una canzone dal nuovo album, intitolata "Bleed". Nel nuovo album, uscito il 17 settembre, Liam è l'unico cantante.

## Discografia
- 2010 - Cutting Our Teeth (Hassle Records)
- 2011 - Go Now and Live (Hassle Records)
- 2012 - Maybe Today, Maybe Tomorrow (Hassle Records)
- 2015 - ARK (Hassle Records)